# Napomyza achilleanella
Napomyza achilleanella is een vliegensoort uit de familie van de mineervliegen (Agromyzidae). De wetenschappelijke naam van de soort is voor het eerst geldig gepubliceerd in 1992 door von Tschirnhaus.